# Chant patriotique
Ne doit pas être confondu avec la Chanson patriotique, hymne national de la Russie de 1991 à 2000.
Ne doit pas être confondu avec l'Aegukga, hymne national de la Corée du Sud.
La Chanson du pays bien-aimé  (en coréen : 애국가 Aegukka) est l'hymne national de république populaire démocratique de Corée selon l'article 165 de la Constitution de la république populaire démocratique de Corée. Il a été adopté dès 1947, un an avant la proclamation de la RPD de Corée. Le chant est aussi connu sous le nom de ses premières paroles, c'est-à-dire Ach'imŭn pinnara, qui veut littéralement dire « Laissez le matin briller ».
Les paroles ont été écrites par Pak Se-yong en 1946. La musique, d'inspiration soviétique, a été composée par Kim Won-gyun en 1945.

## Histoire
Le gouvernement provisoire de la république de Corée (1919-1945) à Shanghai , en Chine, avait déjà adopté comme hymne national un chant portant le nom Aegukga (avec cependant une romanisation différente).
Après la Seconde Guerre mondiale, la Corée du Sud a conservé le nom et les paroles, mais chanté ces dernières sur l'air de la chanson Auld Lang Syne (plus connue dans le monde francophone sous le nom Ce n'est qu'un au-revoir) ; tandis que la Corée du Nord a adopté cette pièce nouvellement écrite et composée (pour célébrer la fin de l'occupation japonaise de la Corée) en 1947. Les mots ont été écrits par Pak Se-yong et la musique a été composée par Kim Won-gyun.
Au début des années 1980, Kim Jong-il, le fils du dirigeant nord-coréen de l'époque Kim Il-sung, a cherché à réduire l'importance de la chanson au profit de " La chanson du général Kim Il-Sung ".
Les Chanson du général Kim Il-Sung et Chanson du général Kim Jong-Il ont de facto remplacé les hymnes nationaux à l'intérieur du pays et Aegukka est joué quasiment uniquement pour représenter la Corée du Nord à l'international (lorsque des dignitaires étrangers visitent le pays ou des athlètes nord-coréens participent à des compétitions sportives internationales)[Passage à actualiser].

## Paroles

### Text original en coréen (2024-présent)
| Chosŏn'gŭl (officiel) | Chosŏn'gŭl avec Hancha | Romanisation McCune-Reischauer | Cyrillisation du coréen | Transcription française | Transcription API |
| --- | --- | --- | --- | --- | --- |
| 아침은 빛나라 이 강산 은금에 자원도 가득한 이 세상 아름다운 내 조국 반만년 오랜 력사에 𝄆 찬란한 문화로 자라난 슬기론 인민의 이 영광 몸과 맘 다 바쳐 이 조선 길이 받드세 𝄇 백두산 기상을 다 안고 근로의 정신은 깃들어 진리로 뭉쳐진 억센 뜻 온 세계 앞서 나가리 𝄆 솟는 힘 노도도 내밀어 인민의 뜻으로 선 나라 한없이 부강하는 이 조선 길이 빛내세 𝄇 | 아침은 빛나라 이 江山 銀金에 資源도 가득한 이 世上 아름다운 내 祖國 半萬年 오랜 歷史에 𝄆 燦爛한 文化로 자라난 슬기론 人民의 이 榮光 몸과 맘 다 바쳐 이 朝鮮 길이 받드세 𝄇 白頭山 氣像을 다 안고 勤勞의 精神은 깃들어 眞理로 뭉쳐진 억센 뜻 온 世界 앞서 나가리 𝄆 솟는 힘 怒濤도 내밀어 人民의 뜻으로 선 나라 限없이 富强하는 이 朝鮮 길이 빛내세 𝄇 | Ach'imŭn pinnara i kangsan Ŭn'gŭme chawŏndo kadŭkhan I sesang arŭmdaun nae choguk Panmannyŏn oraen ryŏksaë 𝄆 Ch'allanhan munhwaro charanan Sŭlgiron inminŭi i yŏnggwang Momgwa mam ta pach'yŏ i Chosŏn Kiri pattŭse 𝄇 Paektusan kisangŭl ta anko Kŭlloŭi chŏngsinŭn kittŭrŏ Chilliro mungch'yŏjin ŏksen ttŭt On segye apsŏ nagari 𝄆 Sonnŭn him nododo naemirŏ Inminŭi ttŭsŭro sŏn nara Hanŏpsi puganghanŭn i Chosŏn Kiri pinnaese 𝄇 | Ачимын биннара и ганъсан Ынгыме жаво̆ндо гадыкан И сесанъ арымдаун нэ жогук Банманнён орэн рёксае 𝄆 Чалланхан мунхваро жаранан Сыльгирон инминый и ёнъгванъ Момгва мам да бачё и Жосо̆н Гири баттысе 𝄇 Бэкдусан гисанъыл да анго Гыллой жо̆нъсинын гиттыро̆ Жиллиро мунъчёжин о̆ксен ттыт Он сегье апсо̆ нагари 𝄆 Соннын хим нододо нэмиро̆ Инминый ттысыро со̆н нара Хано̆пси буганъханын и Жосо̆н Гири биннэсе 𝄇 | Atchimeune binnara i gangsane Eunegeumé djaouôndo gadeuquehane I sésang areumdaoune nê djogouc Banmannyône orêne ryôcsaé 𝄆 Tchanelanehane mounehouaro djaranane Seulguiron inemineui i yônggouane Momgoua mame ta patchyô i djosône Guirie patteusé 𝄇 Bêcdousane guisangeul da anego Geulloeui djôngsineune guitteurô Djilliro moungtchyôdjine ôcséne tteut One ségyé apsô nagarie Sonneune him nododo nêmirô Inemineui tteuseuro sône nara Hanôpsie bouganghaneune i djosône Guirie binnêsé | [a̠.ˈt͡sʰim.ɯn ˈpin.na̠.ɾa̠ i ka̠ŋ.ˈsʰa̠n] [ɯn.ˈgɯm.e̞ ˈt͡sa̠.wɔn.do̞ ˈka̠.dɯ.kʰa̠n] [(j)i ˈsʰe̞.sʰa̠ŋ ˈa̠.ɾɯ̆m.da̠.(w)ʊn nɛ̝ t͡so̞.ˈgʊk̚] [pa̠n.ˈma̠n.ɲʲɔn ˈo̞.ɾɛ̝n ˈɾʲɔk̚.s͈a̠.(j)e̞] 𝄆 [t͡sʰa̠ɭ.ˈɭa̠n.ɦa̠n ˈmʊn.(βʷ)a̠.ɾo̞ ˈt͡sa̠.ɾa̠.na̠n] [sʰɯɭ.ˈgi.ɾo̞n ˈin.min.ɛ̝ (j)i jɔŋ.ˈgʷa̠ŋ] [mo̞m.ˈgʷa̠ ma̠m ta̠ pa̠.t͡sʰjɔ (j)i t͡so̞.ˈsʰɔn] [kiɾ.ˈi ˈpa̠t̚.t͈ɯ.sʰe̞] 𝄇 [pɛ̝k̚.ˈt͈ʊ.sʰa̠n ˈki.sʰa̠ŋ.ɯɭ ta̠ a̠n.ko̞] [kɯɭ.ˈɭo̞.ɛ̝ ˈt͡sɔŋ.sin.ɯn ˈkit̚.t͈ɯɾ.ɔ] [t͡siɭ.ˈʎi.ɾo̞ ˈmʊŋ.t͡sʰʲɔ.d͡zin ˈɔk̚.s͈e̞n t͈ɯt̚] [o̞n ˈsʰe̞.ɡʲe̞ ˈa̠p̚.s͈ɔ na̠.ga̠.ˈɾi] 𝄆 [sʰo̞n.ˈnɯn ɦim ˈno̞.do̞.do̞ ˈnɛ̝.miɾ.ɔ] [in.ˈmin.ɛ̝ ˈt͈ɯsʰ.ɯ.ɾo̞ sʰɔn na̠.ˈɾa̠] [ha̠n.ˈɔp̚s͈.i ˈpʊ.ga̠ŋ.ɦa̠.nɯn i t͡so̞.ˈsʰɔn] [kiɾ.ˈi ˈpin.nɛ̝.sʰe̞] 𝄇 |

### Traduction française (2024-présent)
Pays du Matin calme, plein de soleil,
regorgeant d’or, d’argent,
Ce monde, ma belle patrie de trois mille li
de notre brave peuple
Honoré par son histoire cinq fois millénaire,
l’éclat de sa culture
Que chacun à notre chère Corée
se dévoue corps et âme !
L’esprit du Paektu
nous anime autant que l’amour du travail,
Par la justice unis nous voulons marcher
à la tête du monde,
Peuple débordant d’énergie
qui a édifié son pays,
Que chacun à une Corée digne
et prospère à jamais fasse honneur !

### Text original en coréen (1947-2024)
| Chosŏn'gŭl | Chosŏn'gŭl avec Hancha | McCune-Reischauer | Traduction française |
| Premier verset | Premier verset | Premier verset | Premier verset |
| --- | --- | --- | --- |
| 아침은 빛나라 이 강산 은금에 자원도 가득한 삼천리 아름다운 내 조국 반만년 오랜 력사에 찬란한 문화로 자라난 슬기론 인민의 이 영광 몸과 맘 다 바쳐 이 조선 길이 받드세 | 아침은 빛나라 이 江山 銀金에 資源도 가득한 三千里 아름다운 내 祖國 半萬年 오랜 歷史에 燦爛한 文化로 자라난 슬기론 人民의 이 榮光 몸과 맘 다 바쳐 이 朝鮮 길이 받드세 | Ach'imŭn pinnara i kangsan Ŭn'gŭme chawŏndo kadŭkhan Samch'ŏlli arŭmdaun nae choguk Panmannyŏn oraen ryŏksaë Ch'allanhan munhwaro charanan Sŭlgiron inminŭi i yŏnggwang Momgwa mam ta pach'yŏ i Chosŏn Kiri pattŭse | Pays du Matin calme, plein de soleil, regorgeant d’or, d’argent, C’est la belle patrie de trois mille li de notre brave peuple Honoré par son histoire cinq fois millénaire, l’éclat de sa culture Que chacun à notre chère Corée se dévoue corps et âme! |
| Second verset | | | |
| 백두산 기상을 다 안고 근로의 정신은 깃들어 진리로 뭉쳐진 억센 뜻 온 세계 앞서 나가리 솟는 힘 노도도 내밀어 인민의 뜻으로 선 나라 한없이 부강하는 이 조선 길이 빛내세 | 白頭山 氣像을 다 안고 勤勞의 精神은 깃들어 眞理로 뭉쳐진 억센 뜻 온 世界 앞서 나가리 솟는 힘 怒濤도 내밀어 人民의 뜻으로 선 나라 限없이 富强하는 이 朝鮮 길이 빛내세 | Paektusan kisangŭl ta anko Kŭlloŭi chŏngsinŭn kittŭrŏ Chilliro mungch'yŏjin ŏksen ttŭt On segye apsŏ nagari Sonnŭn him nododo naemirŏ Inminŭi ttŭsŭro sŏn nara Hanŏpsi puganghanŭn i Chosŏn Kiri pinnaese           | L’esprit du Paektu nous anime autant que l’amour du travail, Par la justice unis nous voulons marcher à la tête du monde, Peuple débordant d’énergie qui a édifié son pays, Que chacun à une Corée digne et prospère à jamais fasse honneur!              |